# Ménéghinite
La ménéghinite est une espèce minérale composée de sulfosel d'antimoine, de plomb et de cuivre, de formule Pb13CuSb7S24. 

## Historique de la description et appellations

### Inventeur et étymologie
La ménéghinite fut décrite en 1852 par le minéralogiste italien Bechi. Elle fut dédiée à Giuseppe Giovanni Antonio Meneghini qui fut le premier à mentionner le minéral.

### Topotype
Mine de Bottino, Serravezza, Province de Lucques, Alpes apuanes, Toscane, Italie.

## Caractéristiques physico-chimiques

### Critères de détermination
Elle peut être confondue avec la boulangérite, la jamesonite, la zinkénite qui sont aussi des sulfosels et aussi avec la stibine.

### Cristallographie
- Paramètres de la maille conventionnelle : a = 11,343 Å, b = 24,028 Å, c = 4,126 Å, Z = 1 ; V = 1 124,54 Å3
- Densité calculée = 6,47

## Gîtes et gisements

### Gîtologie et minéraux associés
GîtologieElle se trouve dans les veines hydrothermales et au contact des dépôts métamorphiques.
Dans des gisements de sulfures.
Minéraux associésla galène, la chalcopyrite, la boulangérite et bien plus rarement à des sulfures plus rares contenant de l'étain (stannite, franckéite).

### Gisements producteurs de spécimens remarquables
- Allemagne

Goldronach, dans le Fichtelgebirge, Bavière
Bade-Wurtemberg / Basse-Saxe / Rhénanie-du-Nord-Westphalie / Rhénanie-Palatinat / Saxe
- Canada

Marble Lake, Ontario, Canada
Colombie Britannique / Manitoba / Nouveau-Brunswick / Territoires du Nord-Ouest / Nouvelle-Écosse
- Espagne

Andalousie
- États-Unis

Comté de Santa Cruz, Californie
Idaho / Nevada / Dakota du Sud / Washington
- France

Marsanges, Langeac, Haute-Loire 
Bodennec, Bolazec, Finistère
Bournac, Hérault
Alsace/ Languedoc-Roussillon
Mine de Merlier, Isola, Alpes-Maritimes
Mine du Longeray, Bonvillard, Massif du Grand-Arc, Savoie, Rhône-Alpes 
Secteur d'entre deux roches Massif de la Lauzière 73 Savoie 
- Grande-Bretagne

Mine de Pengenna de Saint Kew, Cornouailles